# Tatyana Veshkurova
Tatyana Leonidovna Veshkurova (en russe : Татьяна Леонидовна Вешкурова ; née le 23 septembre 1981 à Perm) est une athlète russe spécialiste du 400 mètres.

## Biographie
Aux Championnats d'Europe 2006 à Göteborg, Tatiana Vechkourova remporte deux médailles : l'argent sur 400 mètres, derrière la Bulgare Vania Stambolova, et l'or sur 4 × 400 mètres, associée à Svetlana Pospelova, Natalya Ivanova et Olga Zaytseva.

## Dopage
Le 24 mai 2016, Anastasiya Kapachinskaya, coéquipière du relais 4 x 400 m de Veshkurova lors des Jeux olympiques de Pékin en 2008, figure sur la liste des 31 athlètes contrôlés positifs à la suite du reteste des échantillons où elles avaient remporté la médaille d'argent. Par conséquent, si l'échantillon B (qui sera testé en juin) s'avère positif, l'équipe sera disqualifiée et les quatre athlètes seront déchues de leur médaille.

### Palmarès
| Date | Compétition                         | Lieu       | Résultat | Épreuve   | Performance   |
| ---- | ----------------------------------- | ---------- | -------- | --------- | ------------- |
| 2006 | Coupe d'Europe des nations en salle | Liévin     | 1re      | 400 m     | 51 s 67       |
| 2006 | Championnats d'Europe               | Göteborg   | 2e       | 400 m     | 50 s 15       |
| 2006 | Championnats d'Europe               | Göteborg   | 1re      | 4 × 400 m | 3 min 25 s 12 |
| 2006 | Coupe du monde des nations          | Athènes    | 4e       | 400 m     | 50 s 50       |
| 2006 | Coupe du monde des nations          | Athènes    | 3e       | 4 × 400 m | 3 min 21 s 21 |
| 2007 | Championnats d'Europe en salle      | Birmingham | 5e       | 400 m     | 51 s 96       |
| 2007 | Championnats du monde               | Osaka      | 4e       | 4 × 400 m | 3 min 20 s 25 |
| 2008 | Coupe d'Europe                      | Annecy     | 3e       | 400 m     | 52 s 00       |
| 2008 | Coupe d'Europe                      | Annecy     | 1re      | 4 x 400 m | 3 min 23 s 77 |
| 2008 | Jeux olympiques                     | Pékin      | 2e       | 4 × 400 m | —             |
| 2008 | DécaNation                          | Paris      | 1er      | 400 m     | 51 s 58       |
| 2012 | Championnats d'Europe               | Helsinki   | 6e       | 4 × 400 m | 3 min 28 s 36 |
| 2013 | Championnats d'Europe en salle      | Göteborg   | 2e       | 4 × 400 m | 3 min 28 s 18 |

### Records
| Épreuve    | Épreuve      | Performance | Lieu     | Date            |
| ---------- | ------------ | ----------- | -------- | --------------- |
| 200 mètres | En plein air | 22 s 92     | Irkoutsk | 2 août 2008     |
| 200 mètres | En salle     | 23 s 58     | Moscou   | 24 janvier 2006 |
| 400 mètres | En plein air | 49 s 99     | Toula    | 16 juillet 2006 |
| 400 mètres | En salle     | 51 s 07     | Moscou   | 17 février 2006 |